# X-Dream
X-Dream est un groupe de trance Goa originaire d'Allemagne dont les membres sont Jan Horns Müller et Marcus Christian Maichel. Dj-compositeurs, ils furent parmi les premiers à faire connaître la trance en Europe et dans le monde.